# Siebe Van der Heyden
Siebe van der Heyden (Denderleeuw, 30 de mayo de 1998) es un futbolista belga que juega como defensa en el K. A. A. Gante de la Primera División de Bélgica.

## Trayectoria
Debutó en la Primera División de Bélgica con el K. V. Oostende el 21 de mayo de 2017 en un partido contra el R. S. C. Anderlecht, como sustituto de David Rozehnal en el minuto 88.
El 30 de julio de 2018 se trasladó a los Países Bajos, firmando con el F. C. Eindhoven por un año con opción a ampliar el contrato un año más.
En la temporada 2019-20 regresó a Bélgica tras fichar por el Royale Union Saint-Gilloise. Estuvo cuatro campañas en las que disputó más de cien encuentros y en julio de 2023 fue traspasado al R. C. D. Mallorca con el que firmó hasta junio de 2028. En año y medio jugó trece partidos y en enero de 2025 fue cedido al F. C. St. Pauli hasta final de temporada. La siguiente abandonó definitivamente el conjunto balear y fichó por el K. A. A. Gante.

## Selección nacional
El 18 de marzo de 2022 fue convocado a la selección absoluta de Bélgica para los dos partidos amistosos del 26 y 29 de marzo contra la República de Irlanda y Burkina Faso respectivamente. Realizó su debut en el segundo de ellos.

## Estadísticas

### Clubes
Actualizado al último partido disputado el 6 de abril de 2024.
| Club                           | Div.          | Temporada     | Liga  | Liga  | Copas nacionales | Copas nacionales | Copas internacionales | Copas internacionales | Total | Total |
| Club                           | Div.          | Temporada     | Part. | Goles | Part.            | Goles            | Part.                 | Goles                 | Part. | Goles |
| ------------------------------ | ------------- | ------------- | ----- | ----- | ---------------- | ---------------- | --------------------- | --------------------- | ----- | ----- |
| K. V. Oostende · Bélgica       | 1.ª           | 2016-17       | 1     | 0     | 0                | 0                | ―                     | ―                     | 1     | 0     |
| K. V. Oostende · Bélgica       | Total club    | Total club    | 1     | 0     | 0                | 0                | 0                     | 0                     | 1     | 0     |
| F. C. Eindhoven · Países Bajos | 2.ª           | 2018-19       | 32    | 1     | 1                | 0                | ―                     | ―                     | 33    | 1     |
| F. C. Eindhoven · Países Bajos | Total club    | Total club    | 32    | 1     | 1                | 0                | 0                     | 0                     | 33    | 1     |
| Union Saint-Gilloise · Bélgica | 2.ª           | 2019-20       | 13    | 0     | 2                | 0                | ―                     | ―                     | 15    | 0     |
| Union Saint-Gilloise · Bélgica | 2.ª           | 2020-21       | 24    | 2     | 3                | 0                | ―                     | ―                     | 27    | 2     |
| Union Saint-Gilloise · Bélgica | 1.ª           | 2021-22       | 28    | 0     | 2                | 0                | ―                     | ―                     | 30    | 0     |
| Union Saint-Gilloise · Bélgica | 1.ª           | 2022-23       | 32    | 1     | 3                | 0                | 10                    | 0                     | 45    | 1     |
| Union Saint-Gilloise · Bélgica | Total club    | Total club    | 97    | 3     | 10               | 0                | 10                    | 0                     | 117   | 3     |
| R. C. D. Mallorca · España     | 1.ª           | 2023-24       | 6     | 0     | 5                | 0                | —                     | —                     | 11    | 0     |
| R. C. D. Mallorca · España     | 1.ª           | 2024-25       | 0     | 0     | 0                | 0                | —                     | —                     | 0     | 0     |
| R. C. D. Mallorca · España     | Total club    | Total club    | 6     | 0     | 5                | 0                | 0                     | 0                     | 11    | 0     |
| Total carrera                  | Total carrera | Total carrera | 136   | 4     | 16               | 0                | 10                    | 0                     | 162   | 4     |